# Певцов, Владимир Андреевич
Владимир Андреевич Певцов (род. 26 мая 1949, Уфа) — государственный деятель, депутат Государственной думы третьего созыва .

## Биография

### Депутат госдумы
19 декабря 1999 был избран депутатом Государственной Думы РФ третьего созыва. Заместитель председателя Комитета ГД по охране здоровья и спорту.
Имеет почетные звания «Заслуженный врач Республики Башкортостан», «Заслуженный врач Российской Федерации».